# Vladan Danilović
Vladan Danilović (Foča, 27 luglio 1999) è un calciatore bosniaco, centrocampista del Marítimo.

## Caratteristiche tecniche
È un centrocampista difensivo.

## Carriera

### Club
Cresciuto nel settore giovanile del Sutjeska Foča, nel 2016 è stato acquistato dal Borac Banja Luka con cui ha debuttato nel 2016. Nell'ottobre 2020, dopo oltre 100 partite fra campionato e coppe, si è trasferito al Nacional.

### Nazionale
Ha giocato nelle nazionali giovanili bosniache Under-19 ed Under-21.
Il 15 novembre 2020 ha debuttato con la nazionale bosniaca subentrando nella ripresa dell'incontro di UEFA Nations League perso 3-1 contro i Paesi Bassi.

## Statistiche
Statistiche aggiornate al 6 giugno 2021.

### Presenze e reti nei club
| Stagione                | Squadra                 | Campionato              | Campionato | Campionato | Coppe nazionali | Coppe nazionali | Coppe nazionali | Coppe continentali | Coppe continentali | Coppe continentali | Altre coppe | Altre coppe | Altre coppe | Totale | Totale | Totale |
| Stagione                | Squadra                 | Comp                    | Pres       | Reti       | Comp            | Pres            | Reti            | Comp               | Pres               | Reti               | Comp        | Pres        | Reti        | Pres   | Reti   |        |
| ----------------------- | ----------------------- | ----------------------- | ---------- | ---------- | --------------- | --------------- | --------------- | ------------------ | ------------------ | ------------------ | ----------- | ----------- | ----------- | ------ | ------ | ------ |
| 2016-2017               | Borac Banja Luka        | 1LS                     | 21         | 2          | CB              | 1               | 0               |                    | -                  | -                  |             | -           | -           | 22     | 2      |        |
| 2017-2018               | Borac Banja Luka        | PL                      | 29         | 1          | CB              | 1               | 0               |                    | -                  | -                  |             | -           | -           | 30     | 1      |        |
| 2018-2019               | Borac Banja Luka        | 1LS                     | 23         | 4          | CB              | 4               | 1               |                    | -                  | -                  |             | -           | -           | 27     | 5      |        |
| 2019-2020               | Borac Banja Luka        | PL                      | 20         | 0          | CB              | 2               | 0               |                    | -                  | -                  |             | -           | -           | 22     | 0      |        |
| ago.-set. 2020          | Borac Banja Luka        | PL                      | 7          | 2          | CB              | 0               | 0               | UEL                | 2                  | 0                  |             | -           | -           | 9      | 2      |        |
| Totale Borac Banja Luka | Totale Borac Banja Luka | Totale Borac Banja Luka | 100        | 9          |                 | 8               | 1               |                    | 2                  | 0                  |             | -           | -           | 110    | 10     |        |
| 2020-2021               | Nacional                | PL                      | 8          | 0          | CP              | 2               | 0               |                    | -                  | -                  |             | -           | -           | 10     | 0      |        |
| Totale carriera         | Totale carriera         | Totale carriera         | 108        | 9          |                 | 10              | 1               |                    | 2                  | 0                  |             | -           | -           | 120    | 10     |        |

### Cronologia presenze e reti in nazionale
| Cronologia completa delle presenze e delle reti in nazionale ― Bosnia ed Erzegovina | Cronologia completa delle presenze e delle reti in nazionale ― Bosnia ed Erzegovina | Cronologia completa delle presenze e delle reti in nazionale ― Bosnia ed Erzegovina | Cronologia completa delle presenze e delle reti in nazionale ― Bosnia ed Erzegovina | Cronologia completa delle presenze e delle reti in nazionale ― Bosnia ed Erzegovina | Cronologia completa delle presenze e delle reti in nazionale ― Bosnia ed Erzegovina | Cronologia completa delle presenze e delle reti in nazionale ― Bosnia ed Erzegovina | Cronologia completa delle presenze e delle reti in nazionale ― Bosnia ed Erzegovina |
| Data                                                                                | Città                                                                               | In casa                                                                             | Risultato                                                                           | Ospiti                                                                              | Competizione                                                                        | Reti                                                                                | Note                                                                                |
| ----------------------------------------------------------------------------------- | ----------------------------------------------------------------------------------- | ----------------------------------------------------------------------------------- | ----------------------------------------------------------------------------------- | ----------------------------------------------------------------------------------- | ----------------------------------------------------------------------------------- | ----------------------------------------------------------------------------------- | ----------------------------------------------------------------------------------- |
| 15-11-2020                                                                          | Amsterdam                                                                           | Paesi Bassi                                                                         | 3 – 1                                                                               | Bosnia ed Erzegovina                                                                | UEFA Nations League 2020-2021 - 1º turno                                            | -                                                                                   | 61’                                                                                 |
| 18-11-2020                                                                          | Sarajevo                                                                            | Bosnia ed Erzegovina                                                                | 0 – 2                                                                               | Italia                                                                              | UEFA Nations League 2020-2021 - 1º turno                                            | -                                                                                   | 76’                                                                                 |
| 2-6-2021                                                                            | Sarajevo                                                                            | Bosnia ed Erzegovina                                                                | 0 – 0                                                                               | Montenegro                                                                          | Amichevole                                                                          | -                                                                                   | 84’                                                                                 |
| 6-6-2021                                                                            | Brøndbyvester                                                                       | Danimarca                                                                           | 2 – 0                                                                               | Bosnia ed Erzegovina                                                                | Amichevole                                                                          | -                                                                                   | 61’                                                                                 |
| 25-3-2022                                                                           | Zenica                                                                              | Bosnia ed Erzegovina                                                                | 0 – 1                                                                               | Georgia                                                                             | Amichevole                                                                          | -                                                                                   | 59’                                                                                 |
| 29-3-2022                                                                           | Zenica                                                                              | Bosnia ed Erzegovina                                                                | 1 – 0                                                                               | Lussemburgo                                                                         | Amichevole                                                                          | -                                                                                   |                                                                                     |
| 26-9-2022                                                                           | Bucarest                                                                            | Romania                                                                             | 4 – 1                                                                               | Bosnia ed Erzegovina                                                                | UEFA Nations League 2022-2023 - 1º turno                                            | -                                                                                   | 46’                                                                                 |
| Totale                                                                              |                                                                                     | Presenze                                                                            | 7                                                                                   |                                                                                     | Reti                                                                                | 0                                                                                   |                                                                                     |

## Palmarès

### Competizioni nazionali
- Campionato bosniaco di seconda divisione: 2

Borac Banja Luka: 2016-2017, 2018-2019